# Агила, Йерко
Йерко Маурисио Агила Бастиас (исп. Yerko Mauricio Águila Bastías; род. 31 мая 1996, Сантьяго) — чилийский футболист, защитник клуба «Кобрелоа».

## Клубная карьера

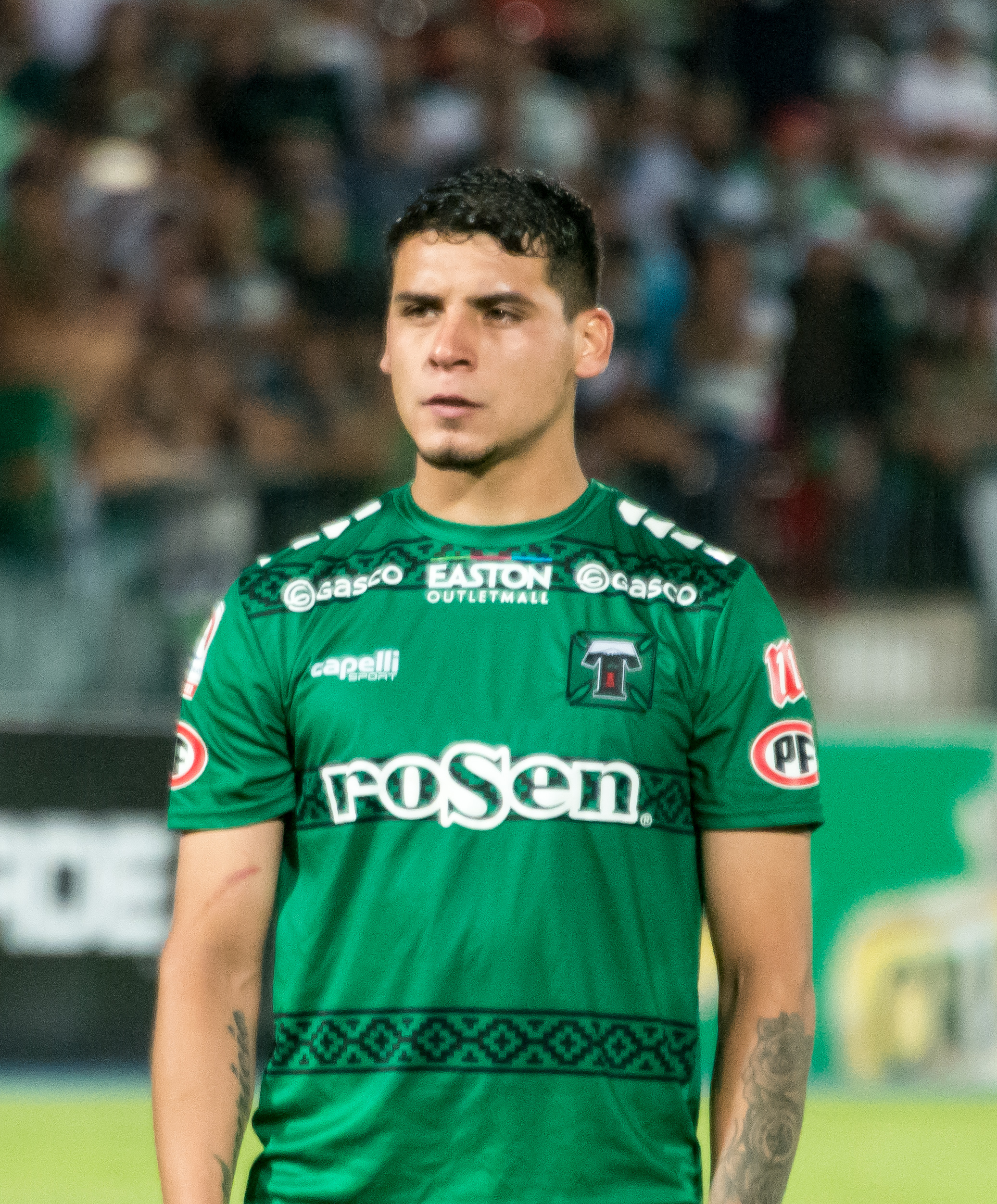
Агила в составе «Кобрелоа»

Агила — воспитанник клуба «Унион Темуко». 9 марта 2013 года в матче против «Барнечеа» он дебютировал в чилийской Серии B. В начале 2014 года Агила перешёл в «Депортес Темуко». 16 марта в матче против «Навал» он дебютировал за новый клуб. В 2016 году Йерко помог клубу выйти в элиту. 20 февраля 2017 года в матче против «Унион Эспаньола» он дебютировал в чилийской Примере. 20 апреля 2021 года в поединке против «Копьяпо» Йерко забил свой первый гол за «Депортес Темуко». 
В начале 2023 года Агила перешёл в «Кобрелоа». 10 февраля в матче против «Сан-Маркос де Арика» он дебютировал за новый клуб. 